# Return of the Street Fighter
Return of the Street Fighter (in het Japans: Satsujin ken 2　殺人拳２) is een film uit 1974 onder regie van Shigehiro Ozawa met in de hoofdrol Sonny Chiba. De film is het vervolg op de kung-fu hit The Street Fighter uit 1974 en werd opmerkelijk genoeg maar 2 maanden na het origineel uitgebracht. De Amerikaanse versie van deze film bevindt zich momenteel net als de andere Street Fighter-films in het publiek domein.

## Rolverdeling
| Acteur                     | Personage                 |
| -------------------------- | ------------------------- |
| Shinichi (Sonny) Chiba     | Takuma (Terry) Tsurugi    |
| Yoko Ichiji                | Pin Boke                  |
| Masafumi Suzuki            | Kendo Masaoka             |
| Kaoru Nakajima             | Kazuko Masaoka            |
| Naoki Shima (Zulu Yachi)   | Shichiro Yamagami         |
| Masashi (Milton) Ishibashi | Tateki (Junjo) Shikenbaru |
| Hiroshi Tanaka             | Isamu Otaguro             |
| Katsuya Yamashita          | Imura                     |
| Masagoro Koizumi           | Fujimura                  |
| Masataka Iwao              | Masuda                    |
| Lín Xùn-Mei                | Tateishi                  |
| Kazuyuki Saito             | Kuroda                    |
| Kuniaki Nukui              | Kato                      |
| Keisuke Handa              | Takutoshi                 |
| Claude Gagnon              | Don Costello              |
| Yoshiki Yamada             | Fujisaki                  |
| Shunji Sasaki              | klerk                     |
| Michimaro Otabe            | bouwverantwoordelijke     |
| Shingo Yamashiro           | man in sauna              |